# 幸せへ向かって
『幸せへ向かって』(しあわせへむかって、英: All or Nothing) はアメリカ合衆国のミュージカルドラマ『Glee/グリー』シーズン4第22話でシーズン最終回となるエピソードで番組通算88話目である。脚本はイアン・ブレナン、監督はブラッド・ファルチャックが務め、アメリカ合衆国で2013年5月9日にフォックスで放送された。パティ・デュークとメレディス・バクスターがレズビアンカップルのジャンとリズ役で初登場し、2人は今後、助演出演する予定だ。また、ジェシカ・サンチェスが州大会でニュー・ディレクションと争うライバルチームのリードボーカル、フリダ・ロメオ役で登場する。

## 内容
グリー部の顧問ウィル・シュースター (マシュー・モリソン)が本来インディアナポリスで開催される予定だった州大会が悪天候のため、マッキンリー高校で開催されると発表する。また、ウィルはグリー部員にブロードウェイでのファニー・ガールリバイバル上演で現在、『To Love You More』で二次選考を受けているレイチェル・ベリー (リア・ミシェル) がいい結果を出せるように祈ろうと勧める。
ブリトニー・ピアース (ヘザー・モリス)はマサチューセッツ工科大学を訪れ、数学の天才だと判明する。ライマに戻ると調子に乗り始め、州大会の出場を拒否し、チア部を辞め、サム・エヴァンス (コード・オーバーストリート)と別れる。ウィルと元チア部のコーチのスー・シルベスター (ジェーン・リンチ)がブリトニーの態度を改めることに失敗すると、サムはサンタナ・ロペス (ナヤ・リヴェラ)をライマに呼び、事情を探らせようとする。サンタナとの談話の後、ブリトニーは州大会出場を決める。ブリトニーはグリー部にマサチューセッツ工科大学から特例の入学許可を受け、州大会後にマッキンリー高校を去ると涙ぐみながら告白する。
ブレイン・アンダーソン (ダレン・クリス)は断固としてカート・ハメル (クリス・コルファー)にプロポーズする意志でいた。指輪を買うため宝石店を訪ねている時、彼はレズビアンの店主で長年パートナーであるリズ (メレディス・バクスター)と共に過ごしているジャン (パティ・デューク)と出会う。その後、ブレインとカートがジャンとリズと共に食事をし、彼女らはどういう経緯で2人の関係が深まったのかということや、同性愛者を世間に認めてもらいたいという思いを語る。同性婚を合法化する州が増えているという話になると、ジャンがリズにプロポーズをし、ブレインの思いはますます強まっていった。
ライダー・リン (ブレイク・ジェンナー) もまた、ケイティが自分から誰なのか申し出るまで出場しないと言い出す。 初めは、マーリー・ローズ (メリッサ・ブノワ)が身代わりになって申し出たが、後でウェイド・ユニーク・アダムス (アレックス・ニューウェル)がケイティだったとライダーに告白する。ユニークはライダーに惚れていて、彼に近づくために偽の人物を装っていた。ライダーは州大会にチームの努力が無駄にならぬように出場を決意するが、グリー部を退部するとウィルに言う。またユニークとは一生、口をきかないと宣言する。
州大会では、フリダ・ロメロ (ジェシカ・サンチェス)がリードをとるフージラーダディーズがZeddの『Clarity』とリトル・ミックスの『Wings』を披露する。ニュー・ディレクションはザ・スクリプトの『Hall of Fame』とIcona Popの『I Love It』に続いて、マーリーのオリジナルソング『All or Nothing』を披露する。ニュー・ディレクションが州大会に優勝し、音楽室に戻ってくると進路指導員のエマ・ピルズバリー (ジェイマ・メイズ)が牧師と共に登場し、その場でウィルと結婚すると発表する。結婚の誓いを交わした後、ウィルとエマはニュー・ディレクションと共に結婚を祝う。ブレインは背中にジュエリーボックスを握っていた。

## 制作
このエピソードの撮影は2013年4月11日から、4月の初めから行っていた前話と平行して行われた。ライアン・マーフィーは「最終回は多くのクリフハンガーが残る」と発言している。 このエピソードとシーズン4の撮影は2013年4月24日に終了した。
フィン・ハドソンを演じるコリー・モンティスは最終回に登場していない。2013年3月31日にリハビリ施設にモンティスが入院したため、シーズン残りのエピソードに出演できなくなった。彼のための脚本は変更され、シーズン最後の2話分の脚本もモンティスが登場するシーンを削除するといった変更がなされた。

## 外部サイト
- "All or Nothing" Fox.comのホームページ
- "All or Nothing" - インターネット・ムービー・データベース （英語）